# John DeWitt Clinton Atkins

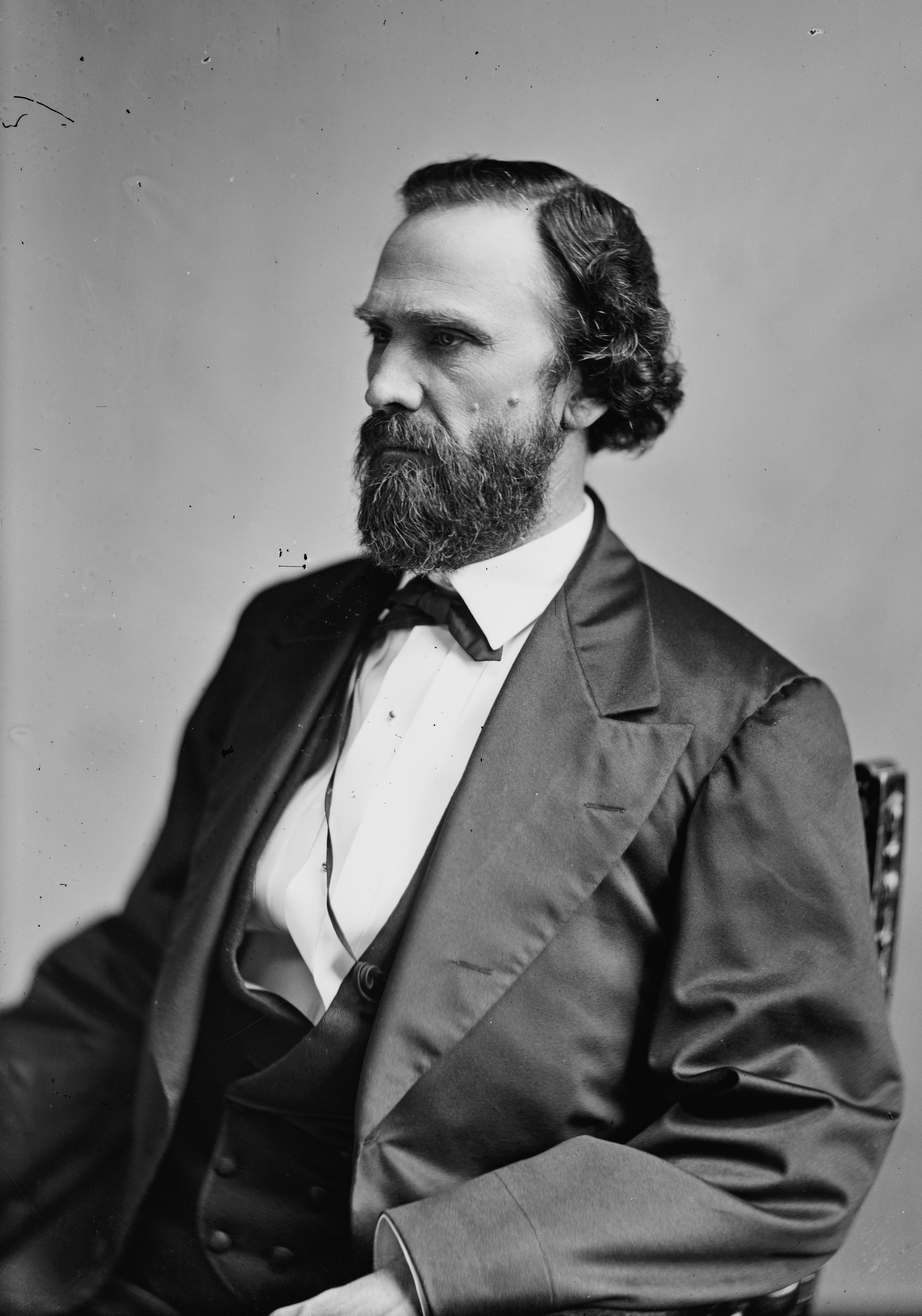
John DeWitt Clinton Atkins

John DeWitt Clinton Atkins (* 4. Juni 1825 bei Manly's Chapel, Henry County, Tennessee; † 2. Juni 1908 in Paris, Tennessee) war ein US-amerikanischer Politiker (Demokratische Partei) und als Vertreter seines Bundesstaates Mitglied sowohl des US-Repräsentantenhauses als auch des Konföderiertenkongresses.

## Werdegang
Atkins besuchte eine Privatschule in Paris, Tennessee, graduierte 1846 an der University of Tennessee in Knoxville und studierte anschließend Jura. Obwohl er eine Zulassung als Anwalt erhielt, praktizierte aber nie, sondern bewirtschaftete stattdessen seine Plantage. Er war Sklavenhalter.
Von 1849 bis 1851 war er in Tennessee Mitglied des Repräsentantenhauses, von 1855 bis 1857 des Senats. Anschließend vertrat er vom 4. März 1857 bis zum 3. März 1859 als Demokrat den neunten Bundeswahldistrikt im 35. US-Kongress. Seine Kandidatur für den 36. US-Kongress blieb jedoch erfolglos.
Als 1861 der Sezessionskrieg ausbrach, bekleidete er den Dienstgrad eines Lieutenant Colonel im 5. Tennessee Regiment der Konföderiertenarmee. Ferner vertrat er im selben Jahr seinen Staat als Delegierter im Provisorischen Konföderiertenkongress. In der Folge wurde er in den ersten und den zweiten Konföderiertenkongress gewählt.
Nach dem Krieg wurde er als Demokrat in den 43. und die vier nachfolgenden US-Kongresse gewählt, wo er bis zum Reapportionment den 7. Bundeswahldistrikt vertrat und anschließend den 8. Bundeswahldistrikt. Während des 44. und 46. Kongresses war er der Vorsitzende des United States House Committee on Appropriations. 1882 kandidierte er nicht mehr, sondern betrieb seine Plantage bei Paris.
Am 21. März 1885 wurde er durch US-Präsident Grover Cleveland zum United States Commissioner of Indian Affairs ernannt, eine Funktion, die er bis zu seinem Rücktritt am 13. Juni 1888 wahrnahm. 1888 bewarb er sich erfolglos um eine demokratische Nominierung für den US-Senat. Daraufhin beschäftigte er sich wieder mit seiner Plantage und zog sich 1898 endgültig aus dem öffentlichen Leben und zog nach Paris. Er lebte dort zurückgezogen bis zu seinem Tod 1908. Er wurde auf dem City Cemetery beigesetzt.